# 旗津吟社
旗津吟社是台灣日治時期在高雄成立的文學組織，1920年由澎湖漢學教師陳錫如創立。成員包括1934年接任社長的董石福，以及陳考亭、王獎卿、鮑樑臣、施子卿、許成章、許君山、陳春林、王隆遜等人。詩社共徵詩二十期，也時有擊鉢、課題等活動，編有詩集二冊。

## 沿革
日治時期台灣本地文人有結社唱酬的習慣，且各地仕紳名流仍會延請有維護漢學之志的宿儒前來教授漢文:83-84。陳錫如為澎湖馬公長安里人，生於1866年，曾進入福建省縣學，但在監生時應考秋闈不第；1913年孫文發動反對袁世凱的二次革命，陳錫如拒絕日本殖民政府授予的澎湖參事一職，至上海從軍；在交戰中被袁軍所俘，後遣回澎湖；自此投入教授漢學的工作:75, 78-82。1921年，旗津青年團聘陳錫如至旗津講學三年:84。他獲得當地富豪，旗後新泰記老闆葉宗祺的資助，假葉氏住家樓上成立「留鴻軒書房」，也同時做為旗津詩社的活動場地。
詩社由陳錫如的弟子組成，包括陳考亭、王獎卿、鮑樑臣、施子卿、許成章、許君山、陳春林、王隆遜等人。1921年向全台灣徵詩十期，並在次年集結成《高雄旗津吟社徵詩集》，是今高雄市區域最早的傳統文學總集；1922年再次徵詩十集，也於1923年再次刊行為《高雄旗津吟社徵詩續集》:70。
1923年，旗津吟社與位於今高雄市鳳山區的鳳崗吟社、屏東縣東港鎮的礪社共同成立「三友吟會」，約定每兩個月舉行一次例會，並由三詩社輪流主辦；1925年，三友吟會又加入今屏東縣東港鎮的東港研社，改為「四美吟會」，每季一次例會，四社輪流作莊:81-82。其中，鳳崗吟社創始人為旗津吟社成員陳考亭:87。隨著高屏一帶文風發展，1930年代詩社林立，於是1931年高雄州轄下各詩社共同成立「高雄州下聯吟會」，辦立多次雅集，直至中日戰爭爆發後才中斷。其中，旗津詩社與鳳崗吟社、鼓山吟社三社參與人數最多:159-160。1932年，旗津詩社則另和鼓山、萍香、苓州、雄州四社另組「高雄市內五社聯吟會」，雖然活動次數不多，但為第一個以「高雄市」為名的聯吟組織:162-163。隨著太平洋戰事爆發，詩社經營日漸困難，1941年，旗津與苓洲、鼓山、高崗、雄州、壽峰、壽社及在山共八社領導人討論後，將各社打散共組「高雄市吟會」，在戰時傳承詩風:175-176。